# Ordre de bataille lors de la bataille de Schleiz
Pour un article plus général, voir Bataille de Schleiz.
 (avril 2025).
Ce qui suit est l'ordre de bataille des forces militaires en présence lors de la bataille de Schleiz, qui eut lieu le 9 octobre 1806 et opposa le 1er corps français de la Grande Armée commandé par le maréchal Jean-Baptiste Bernadotte aux troupes prussiennes et saxonnes sous les ordres du général prussien Bogislav Friedrich Emanuel von Tauentzien.

## Armée française
1er corps de la Grande Armée : maréchal Jean-Baptiste Bernadotte, commandant en chef — 4 000 hommes, 22 canons

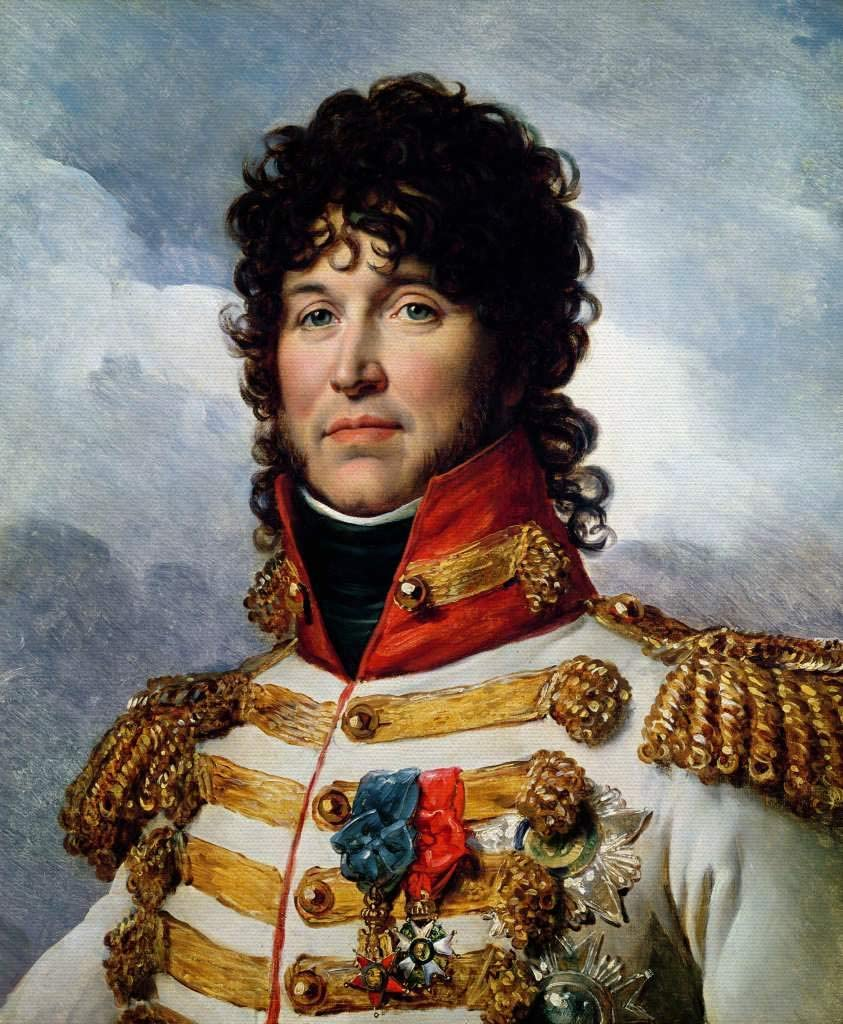
Le maréchal Joachim Murat.

- 3e division : général de division Jean-Baptiste Drouet d'Erlon
  - 1re brigade : général de brigade Nicolas Joseph Maison
    - 27e régiment d’infanterie légère, colonel  Jean Étienne Clément-Lacoste — 1 708 hommes
    - 94e régiment d’infanterie de ligne, colonel  Jean Antoine François Combelle — 1 618 hommes
    - 95e régiment d’infanterie de ligne, colonel  Marc Nicolas Louis Pécheux — 1 845 hommes

  - Brigade de cavalerie légère : général de brigade Pierre Wathier, commandée par le maréchal Joachim Murat
    - 4e régiment de hussards, colonel André Burthe — 540 cavaliers
    - 5e régiment de chasseurs à cheval — 515 cavaliers

  - Artillerie divisionnaire : 2 batteries d’artillerie à pied — 16 canons (8 pièces de 8 livres, 4 pièces de 4 livres et 4 obusiers) - et 1 batterie d'artillerie à cheval - 6 canons (2 pièces de 6 livres ; 2 pièces de 3 livres et 2 obusiers)

Une seconde brigade, commandée par le général François Werlé, est en position, mais n’aura pas besoin d’intervenir.

## Armées prussiennes et saxonnes
- Corps de Tauenzien : général-major von Bila, commandant en chef — 2 600 hommes, 8 canons
  - Bataillon de fusiliers Rosen (+ 2 canons de 6 livres de bataillon)
  - Hussards prussiens Bila (11e régiment) — 1 bataillon (5 escadrons : ce régiment était le seul à avoir un seul bataillon au lieu des deux habituels)
  - 1/2 bataillon de grenadiers prussiens Herwarth (2 compagnies au lieu de 4) (+ 1 canon de bataillon ?)
  - Régiment d'infanterie prussien n° 45 Zweiffel (2 bataillons + 2 x 2 canons de bataillons)

- - 2 compagnies de chasseurs à pied prussiens (compagnies Werner et Kronheim) : (tireurs d'élite carabine rayées)
  - Chevau-légers saxons Prince Jean (4 escadrons)
  - Régiment saxon du prince Maximilien (2 bataillons + 2 x 2 canons de bataillons)
  - Régiment saxon Rechten (2 bataillons + 2 x 2 canons de bataillons)
  - Bataillon de grenadiers saxons Winkel + 2 canons de bataillon
  - 1 batterie d’artillerie à pied saxonne — 8 canons de 6 livres